# Rikke Due-Andersen
Rikke Due-Andersen født 1972, er en dansk læge og atlet løber medlem af  Køge Atletik.
Due-Andersen begyndte at løbe 2010 for at komme i form efter at have været på barselsorlov. Hendes mand , som også løber, lokkede hende med til et halvmaraton i foråret 2010. Siden da har hun løbet fem maraton først i Berlin og København. Hun har hver gang forbedret sin tid. I foråret 2013 blev hun nummer fire ved det danske mesterskab og som 42-årig vandt hun overraskende DM i maraton 2014 i Odense. I januar 2015 kunne hun føje endnu en titel til samlingen, da hun på Bornholm vandt historiens første DM i trail.
Due-Andersen som mor til fire bor i Køge og arbejder som læge i egen praksis i Køge.
Danner privat par med Jens Nørremark.

## Danske mesterskaber
- Guld 2015 Trail-kort
- Guld 2014 Maraton 2:46.41
- Sølv 2014 Halvmaraton 1:18.50

## Personlige rekorder
- 5000 meter: 17.34.40 , 9. juni 2015
- 10000 meter: 36.03.17 , 14. maj 2016
- 5km landevej: 17.39 , 10. maj 201
- 10km landevej: 36.16 Østerbro, København 18. august 2018
- 15km landevej: 57.16 Østerbro, 19. september 2018
- Halvmaraton: 1:18.50 Middelfart 3. maj 4
- Maraton: 2:46.41 H.C. Andersen Marathon, Odense 28. september 2014